# Performance Data Computer
Performance Data Computer (kurz: PDC) ist ein bordeigenes Computersystem in Flugzeugen. PDC war Vorläufer des Flight Management System und sollte nach Eingabe verschiedener Variablen wie z. B. Flugzeuggewicht, Wind, Temperatur ein möglichst wirtschaftliches Betreiben des Flugzeuges ermöglichen. Dazu errechnete der Computer unter anderem die optimalen Flughöhen und Geschwindigkeiten, welche der Crew als Entscheidungshilfe für die Flugdurchführung halfen. Es bestand die Möglichkeit, den PDC direkt auf den Autopiloten zu schalten. 